# Табаевка (Харьковская область)
Табаевка (укр. Табаївка), село, 
Кисловский сельский совет, 
Купянский район, 
Харьковская область.
Код КОАТУУ — 6323782505. 

## Население
Население по переписи 2001 года составляло 34 человека.

### Языковой состав
Родной язык населения по данным переписи 2001 года:
| Язык       | Численность, чел. | Доля     |
| ---------- | ----------------- | -------- |
| Украинский | 33                | 97,06 %  |
| Русский    | 1                 | 2,94 %   |
| Итого      | 34                | 100,00 % |

## Географическое положение
Село Табаевка находится у истоков реки Песчаная,
ниже по течению на расстоянии в 2 км расположено село Песчаное.

## История
- 1758 — дата основания.

## Экономика
- Молочно-товарная ферма.